# Los cuentos de la radio
Los cuentos de la radio es una colección de cuentos de hadas clásicos narrados por el elenco de actores de Radio Nacional de España en las décadas de 1960 y 1970. 
El la década de 1990 se realizaron grabaciones para televisión con nuevos actores realizando interpretaciones dramatizadas en playback de los cuentos grabados en audio del archivo de RNE.
En 2007 se publicó un CD con el título "Los cuentos en la radio", incluyendo una recopilación de seis cuentos emitidos dentro del espacio La Merienda durante el año 1979. «Alí Baba y los cuarenta ladrones», «La sirena Mireya y el pirata Malapata», «Pedro y el lobo», «El gigante egoísta», «Los músicos de Bremen» y «El Traje del emperador». Los cuentos fueron adaptados por Carmen Vázquez Vigo.